# Idaea galeata
Idaea galeata là một loài bướm đêm trong họ Geometridae.